# Someday (песня Disney)
«Someday» (с англ. — «Когда-нибудь») — это песня из анимационного полнометражного фильма Disney «Горбун из Нотр-Дама» 1996 года. Она была написана композитором Аланом Менкеном и лириком Стивеном Шварцем и первоначально записана американской певицей и актрисой Хайди Молленхауер в её роли в фильме в качестве поющего голоса Эсмеральды. Она была одна из трёх записей, вместе с «In a Place of Miracles» и «As Long as There's a Moon», которые были отброшены в процессе раскадровки и заменены на «God Help the Outcasts». Сорежиссёры Гари Труздейл и Кирк Уайз оба желали более тихой песни для сцены Эсмеральды в соборе Нотр-Дама.
«Someday», выбранная в качестве главного сингла из саундтрека к фильму в 1996 году, была записана мужской ритм-н-блюз группой All-4-One для североамериканского выпуска, а британское женское ритм-н-блюз трио Eternal записало свою собственную версию для британской английской версии песни, которая получила международный выпуск через Европу и Океанию. Мексиканский певец Луис Мигель записал испанскую версию для латиноамериканского рынка под названием «Sueña» (с исп. — «Мечтай»), которая стала большим хитом. Итальянская версия была записана Neri per Caso под новым названием «Quando» (с итал. — «Когда»). Самая молодая участница Celtic Woman Хлоя Эгнью сделала кавер на эту песню для своего сольного альбома под названием Walking in the Air и своего первого альбома Celtic Woman. Джеки Иванко сделала кавер на эту песню для делюкс версии Target её альбома Dream with Me. Корейская версия была записана ритм-н-блюз трио Solid, которая была выпущена в Корее как бонус-трек к оригинальному саундтрек-альбому. В 2016 году песня вошла в музыкальную версию фильма в исполнении Сиары Рене и Эндрю Самонского в роли Эсмеральды и Феба.
В самом фильме единственная полная версия «Someday» — это версия All-4-One, которая проигрывается в финальных титрах. Несколько строк песни также звучат поверх вступительного названия. Эта версия поётся на латыни в стиле григорианского пения и называется «Olim», что означает «однажды», в саундтреке к сценическому мюзиклу. Внутри фильма мелодия «Someday» несколько раз звучит как инструментальная, особенно в моменты между Квазимодо и Эсмеральдой, например, когда Эсмеральда подходит к позорному столбу, когда она читает ладони Квазимодо и когда Квазимодо думает, что Эсмеральда мертва. Они включены в саундтрек к фильму как «Humiliation (Партитура)», «The Bell Tower (Партитура)» и «And He Shall Smite the Wicked (Партитура)».

## Версия All-4-One
Для американского музыкального рынка Disney привлёк ритм-н-блюз группу All-4-One для записи собственного исполнения «Someday» в качестве сопровождающего саундтрека к фильму. Альбомная версия их записи была спродюсирована и аранжирована Уильямом Россом, а с автором песен Уолтером Афанасьеффым были проведены консультации для создания радиомикса песни, который был выпущен Walt Disney Records и Atlantic Records как первый сингл набора для радио США 10 июня 1996 года. Группа представила песню на премьере «Горбуна из Нотр-Дама» в Новом Орлеане.
Четвёртая и последняя запись All-4-One в топ-40 чарта Billboard Hot 100, сингл достиг 30-й строчки в чарте. В компонентных чартах Billboard он достиг 14-го места в Hot Adult Contemporary Tracks. Музыкальное видео для «Someday» снял Антуан Фукуа.

### Трэк-листы
CD-сингл
1. «Someday» (Радиомикс) — 4:19
2. «Someday» (Версия альбома) — 4:17

### Чарты
| Чарт (1996)                           | Высшая позиция |
| ------------------------------------- | -------------- |
| Канада (RPM Top Singles)              | 57             |
| Канада (RPM Adult Contemporary)       | 26             |
| Новая Зеландия (Recorded Music NZ)    | 41             |
| США (Billboard Adult Contemporary)    | 14             |
| США (Billboard Hot 100)               | 30             |
| США (Billboard Hot R&B/Hip-Hop Songs) | 89             |

### Продажи и сертификации
| Регион                                                      | Сертификация | Продажи  |
| ----------------------------------------------------------- | ------------ | -------- |
| США (RIAA)                                                  | Золотой      | 500 000^ |
| ^ Данные о тиражах приведены только на основе сертификации. |              |          |

## Версия Eternal
В Великобритании женское трио Eternal предоставило свой вокал второй версии «Someday». Спродюсированный Саймоном Клими, она была впервые выпущена на First Avenue 5 августа 1996 года в Великобритании. Сингл стал восьмым в десятке лучших в UK Singles Chart, где он достиг четвёртой строчки, и сумел попасть в топ-30 в Австралии и Ирландии. По состоянию на 2019 год в Великобритании было продано 130000 копий. В 1997 году он появился на третьем студийном альбоме трио Before the Rain. Группа исполнила эту песню впервые более чем за десять лет на одноразовом концерте, который был проведён как часть второго сезона сериала «Большое воссоединение».

### Трэк-листы
CD-сингл
1. «Someday»
2. «When You Wish upon a Star»
3. «A Whole New World»
4. The Hunchback of Notre Dame ("Medley")

### Чарты

#### Еженедельные чарты
| Чарт (1996–1997)                | Высшая позиция |
| ------------------------------- | -------------- |
| Австралия (ARIA)                | 27             |
| Europe (Eurochart Hot 100)      | 37             |
| Германия (GfK)                  | 92             |
| Ирландия (IRMA)                 | 18             |
| Шотландия (OCC Scotland)        | 5              |
| Великобритания (OCC UK Singles) | 4              |

#### Годовые чарты
| Чарт (1996)      | Позиция |
| ---------------- | ------- |
| UK Singles (OCC) | 97      |

### Продажи
| Регион         | Сертификация | Продажи |
| -------------- | ------------ | ------- |
| Великобритания | —            | 130,000 |

## Версия Луиса Мигеля
Для латиноамериканского музыкального рынка Disney привлёк мексиканского певца Луиса Мигеля для записи испанского исполнения «Someday» для латиноамериканского саундтрека. Её адаптировали на испанский язык Ренато Лопес, Кико Сибриан и Херардо Флорес.  Версия Луиса Мигеля была включена в его одиннадцатый студийный альбом Nada Es Igual..., выпущенный в том же году. Кавер занял 3-е место в чарте Hot Latin Songs и стал его четвёртой песней номер один в чарте Latin Pop Songs. Для версии Луиса Мигеля было снято музыкальное видео.

### Трэк-листы
CD-сингл
1. «Sueña» — 4:19
2. «Someday»  — 4:15

### Чарты
| Чарт (1996)                       | Высшая позиция |
| --------------------------------- | -------------- |
| США (Billboard Hot Latin Songs)   | 3              |
| США (Billboard Latin Pop Airplay) | 1              |